# Локтево (Липецкая область)
Локтево — деревня Задонского района Липецкой области России. Входит в состав Каменского сельсовета.

## География
Деревня расположена на Среднерусской возвышенности, в южной части региона, в центральной части Задонского района, к западу от федеральной трассы М4 «Дон». 
Общая площадь земель деревни — 0,057 тыс. га
Улицы: Масловка, Рабочая и Юдановка.

## Название
Название — по первым жителям Локтевым.

## История
Возникло на месте сторожевой службы елецких служилых людей в начале XVII в. В документе 1620 г. говорится: «Деревня Локтева, на Сторожевом Пониковце, под Яковлевским лесом, ниже Пониковской сторожи».

## Население
| 2010 |
| ---- |
| 145  |

## Инфраструктура
Личное подсобное хозяйство.
Дальнейшее развитие жилой застройки предлагается в юго-восточном направлении — отвод сельскохозяйственных земель под застройку жилья — около 14,4 га, общественно-деловой застройки- около 1,9 га, предлагается территория под резервирование жилой застройки около 76 га.

## Транспорт
Общая протяженность улично-дорожной сети в существующих границах деревни — 3,97 км.